# یوری لونچاکوف
یوری لونچاکوف (به انگلیسی: Yury Lonchakov) فضانورد اهل کشور روسیه است که در ۴ مارس ۱۹۶۵ میلادی در بالقاش، قزاقستان زاده شد. وی در مأموریت اس‌تی‌اس-۱۰۰، سایوز تی‌ام‌ای-۱، تی‌ام-۳۴، سایوز تی‌ام‌ای-۱۳، اکسپدییشن ۱۸ حضور داشته است.